# 竹山広
竹山 広（たけやま ひろし、1920年〈大正9年〉2月29日 - 2010年〈平成22年〉3月30日）は、日本の歌人。本名は竹山 廣（たけやま ひろし）。

## 概要
原爆歌人として名高いが、格調高い自然詠、エスプリの効いた社会詠、身の周りのことを題材にしたユーモラスな日常詠も数多く詠んでいる。また、詠んだ短歌を基にした合唱曲がつくられたことでも知られている。第一歌集を出版したのが61歳というかなり遅咲きの歌人である。本名は旧字体の「竹山廣」だが、筆名としては新字体の「竹山広」名義を用いることが多かった。

## 来歴

### 生い立ち
1920年、長崎県北松浦郡南田平村（現、平戸市田平町）にて生まれた。隠れキリシタンの家柄であったという。
1939年、旧制海星中学校を卒業した。卒業後は、福岡地方専売局の長崎出張所に勤務した。
子供のころから短歌に取り組んでおり、1941年には短歌結社「心の花」に入会した。

### 戦中
1945年、肺結核で喀血し、長崎市浦上第一病院に入院した。退院予定日の8月9日、長崎市に原子爆弾が投下され、爆心地から1.4キロメートルの地点にあった病院にて被爆した。奇跡的に軽傷で済むが、退院する竹山を迎えに来るはずだった兄を目の前で喪った。

### 戦後
1958年、『短歌風光』に初めて原爆詠を発表。
1964年、長崎市にて印刷業を開業した。並行して短歌にも精力的に取り組む。
1973年、「八月」で第19回角川短歌賞候補。
1981年、第1歌集『とこしへの川』を発刊し、歌壇にデビュー。同年、第2回長崎県文学賞を受賞。以降は各文学賞を相次いで受賞。
1996年、第4歌集『一脚の椅子』により、第4回ながらみ現代短歌賞を受賞。
2002年、『竹山広全歌集』にて、第13回斎藤茂吉短歌文学賞、および、第17回詩歌文学館賞を相次いで受賞。
さらに、同全歌集に含まれて発刊された第6歌集『射禱』が、第36回迢空賞を受賞。
また、地方を拠点に被爆体験を真摯にうたい、自己を見つめ、社会性に富んだ作品を生み出したとして長崎新聞文化賞を受賞。
2008年、久間章生の「原爆しょうがない」発言を批判する歌などを収めた第9歌集『眠つてよいか』を刊行。
2009年、第9歌集『眠つてよいか』と過去の全業績で、第32回現代短歌大賞を受賞。
2010年3月30日、肺疾患により、長崎県西彼杵郡時津町にて死去。

## 略歴
- 1920年 - 長崎県北松浦郡南田平村にて誕生。
- 1939年 - 海星中学校卒業。
- 1939年 - 福岡地方専売局長崎出張所勤務。
- 1941年 - 心の花入会。
- 1945年 - 長崎市浦上第一病院にて被爆
- 1958年 - 『短歌風光』にて原爆詠発表。
- 1964年 - 印刷業開業。
- 1981年 - 『とこしへの川』にてデビュー。
- 2010年 - 長崎県西彼杵郡時津町にて死去。

## 賞歴
- 1981年 - 長崎県文学賞。
- 1996年 - ながらみ現代短歌賞。
- 2002年 - 斎藤茂吉短歌文学賞。
- 2002年 - 詩歌文学館賞。
- 2002年 - 迢空賞。
- 2002年 - 長崎新聞文化賞。
- 2009年 - 現代短歌大賞。

## 歌集
- 第一歌集『とこしへの川』 - 雁書館、1981
- 第二歌集『葉桜の丘』 - 雁書館、1986
- 第三歌集『残響』 - 雁書館、1990
- 第四歌集『一脚の椅子』 - 不識書院、1995
- 第五歌集『千日千夜』 - ながらみ書房、1999
- 『竹山広全歌集』 - ながらみ書房、2001
- 第六歌集『射禱』 - ながらみ書房、2001 （『竹山広全歌集』に含まれる）
- 第七歌集『遐年（かねん）』 - 柊書房、2004
- 第八歌集『空の空』 - 砂子屋書房、2007
- 第九歌集『眠つてよいか』 - ながらみ書房、2008

「あな欲しと思ふすべてを置きて去るとき近づけり眠ってよいか」…表題となった歌
「崩れたる石塀の下五指ひらきゐし少年よ　しやうがないことか」…久間章生元防衛相の原爆投下をめぐる「しようがない」発言を批判
- 英訳歌集『Everlasting River』（『とこしえの川』の英訳） - ながらみ書房、2008

翻訳者:結城文（英文研究家・歌人）
- 第十歌集『地の世』 - 角川書店、2010

遺歌集（妻の妙子と門弟の馬場昭徳による構成、編集）
- 番外 竹山妙子歌集『さくらを仰ぐ』 - なんぷう堂、2022

竹山広の妻妙子の遺歌集、編集及び解説：馬場昭徳
「竹山妙子の歌はその思いの深さ、表現力の確かさにおいて夫、竹山広と比べても何ら遜色のないものと私は思っている。馬場昭徳」帯文より
解説に竹山広と妙子の同じ場面を詠った作品の提示や比較があり竹山広の歌を研究する者にとって貴重な資料になるだろう。また竹山広歌集の外伝としての楽しみ方もできる。 　

## 参考資料
- 「短歌往来」2008年8月号（竹山広特集）（ながらみ書房）

## 脚註
1. 1 2 3 4  「竹山広氏死去――日本代表する被爆歌人、90歳」『龍～なが　長崎新聞ホームページ：竹山広氏死去　日本代表する被爆歌人、90歳（3月31日）』長崎新聞社、2010年3月31日。
2. 1 2 3 4  「被爆歌人の竹山広さん死去――『とこしへの川』でデビュー」『asahi.com（朝日新聞社）：被爆歌人の竹山広さん死去　「とこしへの川」でデビュー - おくやみ・訃報』朝日新聞社、2010年3月31日。
3. 1 2 3 4  共同通信「長崎の被爆歌人、竹山広氏が死去――斎藤茂吉短歌文学賞を受賞」『長崎の被爆歌人、竹山広氏が死去斎藤茂吉短歌文学賞を受賞　：京都新聞』京都新聞社、2010年3月30日。
4. ↑  「竹山広氏（歌人）」『竹山広氏（歌人） - MSN産経ニュース』産経デジタル、2010年3月30日。